# Roland Quilliot
Roland Quilliot est un philosophe français né en 1949. Ancien élève de l'École normale supérieure (promotion L1969), il est agrégé et docteur en philosophie (1980) et travaille notamment sur la philosophie générale et l'esthétique. Il enseigne à l'université de Bourgogne.
Il est l'époux de la philosophe Renée Bouveresse.

## Œuvres
- Philosophie de Woody Allen
- Philosophie de Primo Levi  (ISBN 2-7298-0621-0)
- L'Illusion, 1996, PUF
- La Liberté, PUF
- Philosophie de l'art
- Sur le pavois
- Le Corps et l'Esprit, (essai)
- Les Critiques de la psychanalyse, Roland Quilliot et Renée Bouveresse
- La Nature, Roland Quilliot, Michel Bastit, Jean-Claude Beaune, Renée Bouveresse
- Borgès, et l'étrangeté du monde, 1991, Presses Universitaires de Strasbourg
- La Vérité, Éditions Ellipses